# Paul Hamilton Allen
Paul Hamilton Allen ( 29 de agosto de 1911-14 de noviembre de 1963 ) fue un botánico y explorador estadounidense notable por su obra sobre la Ecología de Centroamérica, taxonomía de las orquídeas y estudio de especies económicamente importantes incluyendo el banano. Se casó con Dorothy Osdieck, (Kirkwood, Misuri).
Allen había nacido en Enid, Oklahoma. Con solo la educación secundaria, sería estudiante aprendiz en el Missouri Botanical Garden. En 1934 acompaña a Carroll William Dodge y a Julian Steyermark en una expedición botánica de seis meses colectando en Panamá. Dos años más tarde, retorna a Panamá para dirigir la "Estación a Campo del Missouri Botanical Garden", y luego sirve como superintendente en la Estación Experimental de la zona del Canal de Panamá. Y sería su director de 1936 a 1939.
Durante la Segunda Guerra Mundial, Allen era uno de los pocos botánicos estadounidenses con amplia experiencia tropical. Prepara un artículo sobre las "Poisonous and injurious plants of Panama (Plantas ponzoñosas y peligrosas de Panamá)" publicándose en American Journal of Tropical Medicine en 1943. Se une a la United States Rubber Development Corporation y trabaja en la colecta de goma en árboles silvestres de Hevea, en el Amazonas colombiano.
Finalizada la guerra, Allen completa estudios de las Orchidaceae para la Flora of Panama antes de unirse a la United Fruit Company en Costa Rica. Así logra publicar The Rain Forests of Golfo Dulce.
Fue director del Fairchild Tropical Botanic Garden de 1953 a 1954, antes de retornar a Centroamérica para enseñar en la Escuela Agrícola Panamericana de la "United Fruit Company" en Tegucigalpa, Honduras. Allen luego condujo investigaciones de los recursos forestales de El Salvador y establece el "Herbario Paul C. Stanley". En 1959 vuelve al Departamento de Investigacines de la United Fruit Company, donde sería director de la "Estación Experimental Lancetilla".
En 1959 la United Fruit Company lanza un enorme proyecto de mejoramiento del banano. Allen y su colega neerlandés Jacob J. Ochse fueron seleccionados para liderar las expediciones de recolección al Sudeste Asiático y al Pacífico Occidental. Entre 1959 y 1961 recolectaron cerca de 800 especímenes de especies y variedades silvestres y cultivadas de bananos de Taiwán, Filipinas, Indonesia, Malasia, Singapur, Tailandia y Sri Lanka. Esas colecciones fueron descritas y clasificadas por el botánico y explorador F. Wilson Popenoe "uno de los grandes y más exitosos de la historia de la introducción de plantas".
Allen luego retorna a Honduras donde trabaja en identificar y clasificar las colecciones. También compila listas de centenares de nombres comunes. Mucho de su obra fue publicada póstumamente, tras su deceso por cáncer en 1963. al tope de su carrera. Sus colecciones de germoplasma de bananos sería la base del programa de mejoramiento de la Fundación Hondureña de Investigación Agrícola.
Allen fue autor taxonómico de las descripciones de 94 especies, subespecies y variedads botánicas, especialmente de Orchidaceae. Su archivo documental se preserva en el "Instituto Hunt de Documentación Botánica" de la Carnegie Mellon University, junto con las obras de arte de su esposa, Dorothy.
- La abreviatura «P.H.Allen» se emplea para indicar a Paul Hamilton Allen como autoridad en la descripción y clasificación científica de los vegetales.[6]